# Kjøtta
Kjøtta est une localité du comté de Troms, en Norvège.

## Géographie
Administrativement, Kjøtta fait partie de la kommune de Harstad.